# 1977 au Yukon
Chronologie du Yukon
- 1973
- 1974
- 1975
- 1976
- 1977
- 1978
- 1979
- 1980
- 1981

Cette page concerne des événements d'actualité qui se sont produits durant l'année 1977 dans le territoire canadien du Yukon.

## Politique
- Commissaire  : Arthur MacDonald Pearson (en)
- Législature : 23e

## Événements
- Fondation de l'entreprise de la Société des alcools du Yukon.
- Fondation des aériens Air North et Alkan Air (en).

## Naissances
- Candice Hopkins (en), artiste.
- 6 avril : Kate White, députée de Takhini-Kopper King (depuis 2011).